# Henri Bresson
 (avril 2013).
Henri Bresson, né à Vesoul le 20 mars 1924 et décédé à Vesoul le 23 août 2010, est l'une des plus importantes personnalités de la pêche à la mouche.
Surnommé le « sorcier de Vesoul », Henri Bresson est notamment l'inventeur de plusieurs mouches dont la plus célèbre est la « French tricolore ». Mais d'autres sont aussi très utilisées par les moucheurs, telle la "peute" (qui signifie "vilaine" en patois) ou la "farfelue" d'une inhabituelle couleur violette.

## Biographie
Il est né dans une maison située place de l'église Saint-Georges à Vesoul, préfecture du département de la Haute-Saône. Il grandit dans le quartier du centre-ville de Vesoul, avec sa mère, Jeanne, qui tenait une épicerie. Son père meurt alors qu'il n'est âgée que de 8 ans. Henri Bresson est le deuxième d'une fratrie de quatre enfants. Le 13 novembre 1950, il épouse Denise Bourdon, originaire de Navenne.
En 1960, il crée « Le Chalet du Pont », commerce de pêche, située rue du Commandant-Girardot à Vesoul. Il pêche principalement sur le Dessoubre, la Loue et le Doubs. Il a rendu populaires des pratiques novatrices pour l’époque: utilisation d'un bas de ligne long (5m ou plus alors qu'à l'époque les bas de ligne faisaient plutôt 3m), ou utilisation de fils de section fine (12/100e alors que l'usage était plutôt au 16/100e à l'époque). Doué d'une technique de pêche et de montage de mouches hors du commun, d'une acuité visuelle exceptionnelle (15/10e aux deux yeux), il est aussi remarquable pour avoir réussi à comprendre le potentiel commercial de la pêche à la mouche et avoir pu l'exploiter.
Il meurt le 23 août 2010 au centre hospitalier de Vesoul, des suites de maladies,.

## Postérité

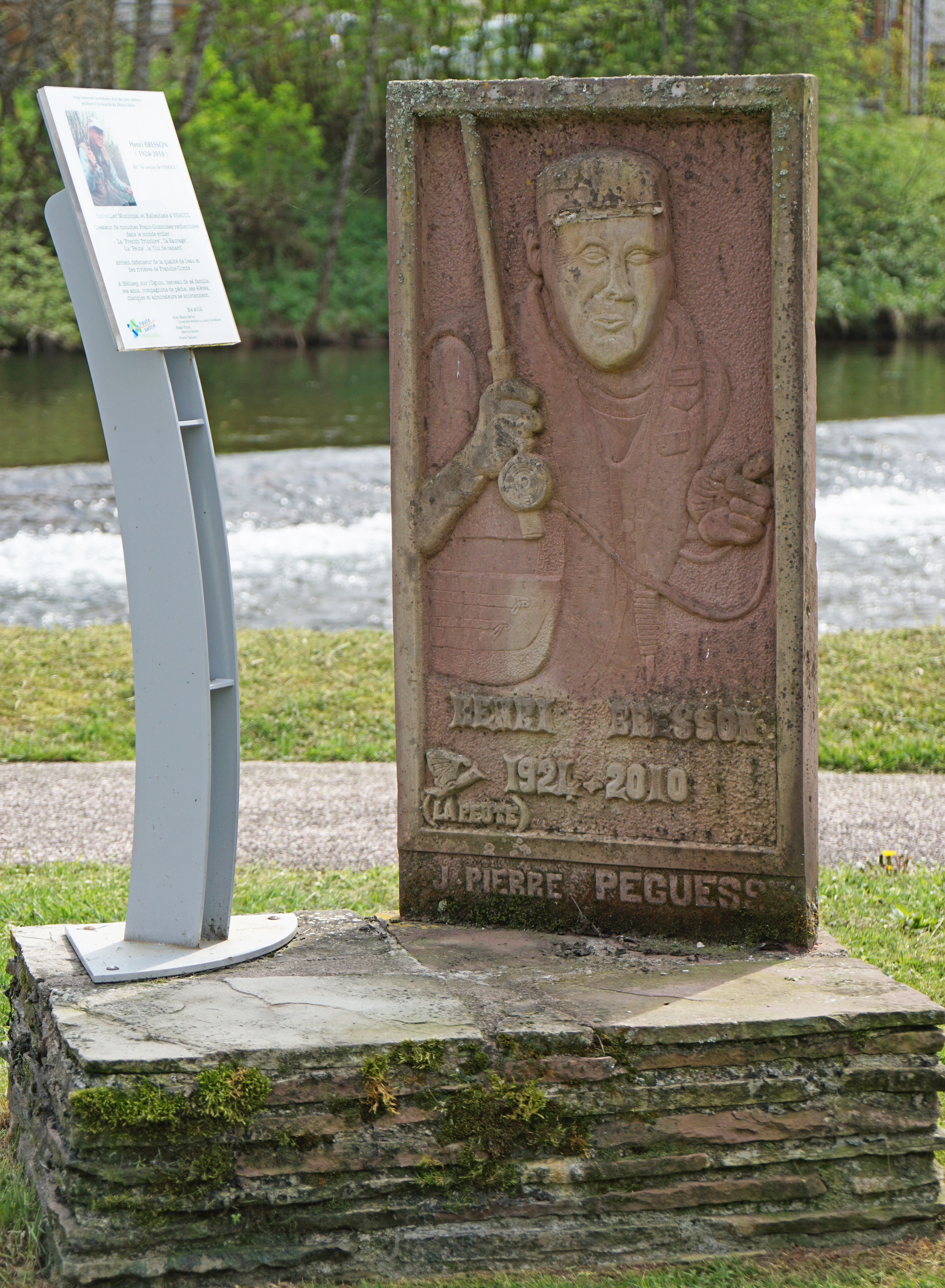
Stèle commémorative de Henri Bresson.

Une stèle est inaugurée en 2012 en son hommage sur le pont de l'Ognon à Mélisey en Haute-Saône.